# Svinenské předměstí

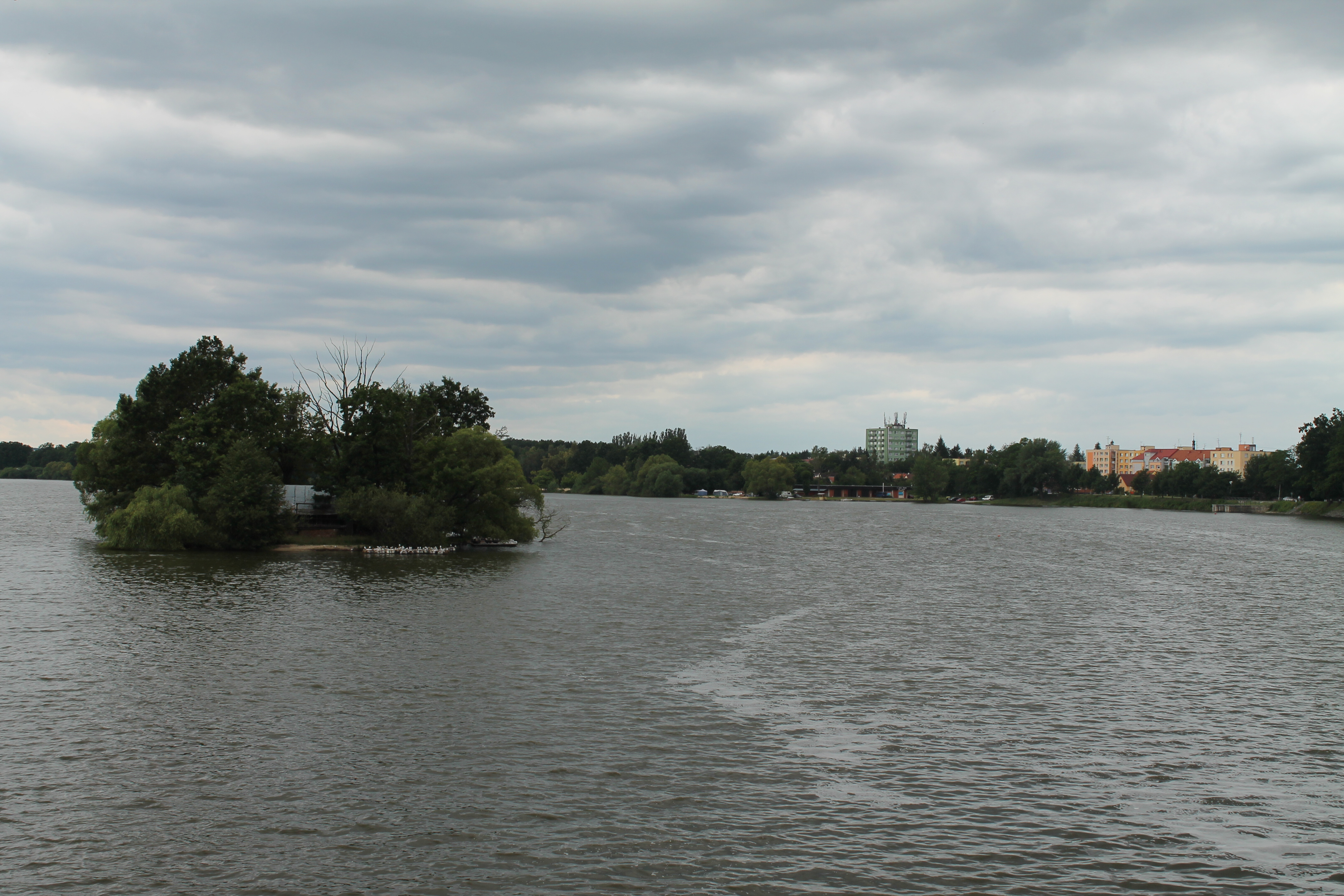
Střed předměstí se nacházel v prostoru poblíž dnešního ostrova na rybníce Svět.

Svinenské předměstí se nacházelo v jihočeském městě Třeboni, zhruba v blízkosti současné Svinenské brány. Zaniklo v 16. století v souvislosti se zřízením rybníka Svět a zřízením třeboňské rybniční soustavy. 
Předměstí vzniklo nejspíše již v 2. polovině 14. století. Vzniklo na prostoru, kde byla pevnější půda (na rozdíl od bažinatého severního a východního okraje Třeboně). Zaujímalo podobu severo-jižní okolo původní silnice směřující jižně od dnešní Novohradské brány. Zástavba byla nejspíše nesouvislá přecházející volně do sadů, polí a otevřené krajiny. Jihozápadně od současného ostrova rybníka Svět se nacházel špitál a kostel sv. Alžběty. Střed předměstí byl umístěn nejspíše jihozápadním směrem od současného ostrova.
Do svého zániku v roce 1571 vzniklo ve Svinenském předměstí celkem 33 domů a 26 usedlostí. Nacházel se zde také mlýn, dále sady a protékala tudy také Zlatá stoka. Jeho zánik prosadil Jakub Krčín při plánování rybníka Svět i přes protest místního obyvatelstva. Obyvatelé původního předměstí byli přesídleni severozápadně na dnešní Budějovické předměstí. Z původního zaplaveného osídlení je do dnešních dnů dochována pouze studna v blízkosti bývalého kostela sv. Alžběty, umístěná na nejvyšším bodě bývalého předměstí, dnes ostrově rybníka Svět. 